# Utricularia choristotheca
Utricularia choristotheca — вид рослин із родини пухирникових (Lentibulariaceae).

## Середовище проживання
Ендемік Французької Гвіани й Суринаму.